# Gara Vaslui
Gara Vaslui este o gară care deservește municipiul Vaslui, România.

## Istoric
Gara originală, proiectată de Anghel Saligny, a fost distrusă aproape complet în timpul celui de-al doilea Război Mondial.
Gara actuală a fost modernizată și redeschisă în toamna anului 2013.